# Alice Sombath
Alice Sombath, née le 16 octobre 2003 à Charenton-le-Pont dans le Val-de-Marne, est une footballeuse internationale française évoluant au poste de défenseure à l’Olympique lyonnais.

## Biographie

### Carrière en club
D'origine thaïlandaise par son père et sa mère, Alice Sombath débute en 2011 au CSOM Arcueil, avant de rejoindre le Paris FC. Elle est ensuite recrutée par le Paris Saint-Germain, où elle devient un pilier de l'équipe U19, avec laquelle elle remporte le championnat national en 2019.
En 2020, elle est recrutée par l'Olympique lyonnais en compagnie de sa coéquipière au PSG et en Équipe de France Vicki Becho. Ce recrutement provoque la colère du directeur sportif du PSG, Leonardo. À son arrivée à l'OL, elle signe son premier contrat professionnel.
Malgré sa présence sur la feuille de match lors de la finale de coupe de France un mois après son arrivée, elle reste sur le banc. Elle dispute ses premiers matches de Division 1 lors de la saison 2021-2022, étant même titulaire pour la 1re journée.
Le 15 novembre 2021, elle prolonge à l'OL jusqu'en 2024.
Le 17 janvier 2023, le club annonce sa prolongation jusqu'au 30 juin 2026.

### Carrière en sélection
Alice Sombath est titulaire avec l'Équipe de France des moins de 16 ans lors de la victoire au tournoi de Montaigu en 2019. Elle dispute ensuite les éliminatoires de l'Euro U17 2020 et de l'Euro U19 2022.
Elle bénéficie de sa première sélection au sein de l'équipe A lors du rassemblement du 30 novembre 2024 contre le Nigéria.
Le 5 juin 2025, elle figure dans la liste des 23 joueuses retenues par Laurent Bonadei pour disputer le Championnat d'Europe en Suisse. En l'absence de Griedge Mbock, blessée, elle est titulaire pour le premier match face à l'Angleterre championne en titre. Pour sa quatrième sélection seulement, elle réussit un excellent match et permet à la France de s'imposer 2-1.

## Statistiques
| Saison                | Club                  | Championnat           | Championnat | Championnat | Coupe(s) nationale(s) | Coupe(s) nationale(s) | Supercoupe | Supercoupe | Compétition(s) continentale(s) | Compétition(s) continentale(s) | Compétition(s) continentale(s) | Total | Total |
| Saison                | Club                  | Division              | M.          | B.          | M.                    | B.                    | M.         | B.         | Comp.                          | M.                             | B.                             | M.    | B.    |
| 2021-2022             | Olympique lyonnais    | Division 1            | 12          | 0           | 0                     | 0                     | -          | -          | WCL                            | 2                              | 0                              | 14    | 0     |
| 2022-2023             | Olympique lyonnais    | Division 1            | 16          | 0           | 2                     | 0                     | 1          | 0          | WCL                            | 6                              | 0                              | 25    | 0     |
| 2023-2024             | Olympique lyonnais    | Division 1            | 15          | 2           | 4                     | 0                     | 1          | 0          | WCL                            | 4                              | 0                              | 24    | 2     |
| 2024-2025             | Olympique lyonnais    | Première Ligue        | 12          | 0           | 1                     | 0                     | 0          | 0          | WCL                            | 3                              | 0                              | 16    | 0     |
| Total sur la carrière | Total sur la carrière | Total sur la carrière | 55          | 2           | 7                     | 0                     | 2          | 0          | -                              | 15                             | 0                              | 79    | 2     |

## Palmarès

### En club
Paris Saint-Germain -19 ans
- Challenge national U19 (1)
  - Vainqueur : 2019

 Olympique lyonnais
- Ligue des champions (1)
  - Vainqueur : 2022
- Championnat de France (2)
  - Vainqueur : 2022 et 2023
- Coupe de France (1)
  - Vainqueur : 2023
- Trophée des championnes (1)
  - Vainqueur : 2023

### En sélection
France -16 ans
- Tournoi de Montaigu (1)
  - Vainqueur : 2019